# Joseph Albert Walker
Joseph Albert "Joe" Walker (20 de febrero de 1921 - 8 de junio de 1966) fue un aviador estadounidense. Pilotó los dos primeros vuelos orbitales en aeronave del mundo en 1963, convirtiéndose así en el séptimo hombre de los Estados Unidos en el espacio.
Walker fue capitán de la Fuerza Aérea de los Estados Unidos, piloto en la Segunda Guerra Mundial, físico experimental, piloto de pruebas de la NASA, y miembro del programa de vuelos espaciales Man In Space Soonest de la Fuerza Aérea de los Estados Unidos. Sus dos vuelos en el avión cohete experimental North American X-15 en 1963 sobrepasando el límite de Kármán (una altitud de 100 km, considerada generalmente como el umbral del espacio exterior) lo calificaron como astronauta según las reglas de la Fuerza Aérea de los Estados Unidos y de la Federación Aeronáutica Internacional (FAI).
Falleció a los 45 años de edad, en un accidente aéreo provocado por la colisión de su caza contra un bombardero durante un vuelo en formación.

## Biografía

### Primeros años y educación
Nacido en Washington (Pensilvania), Walker se graduó en la Trinity High School de su localidad natal en 1938. Se graduó en física por el Washington and Jefferson College en 1942, antes de ingresar a las Fuerzas Aéreas del Ejército de los Estados Unidos. Estaba casado y tenía cuatro hijos.

### Servicio militar
Durante la Segunda Guerra Mundial, Walker pilotó aviones de combate Lockheed P-38 Lightning, así como aeronaves F-5A Lightning (un P-38 modificado equipado para tomar fotografías aéreas) en los vuelos meteorológicos de reconocimiento militar. Walker ganó la Cruz de Vuelo Distinguido, concedida por el General Nathan Twining en julio de 1944, y la Medalla Aérea con siete hojas de roble.

### Carrera como piloto de pruebas

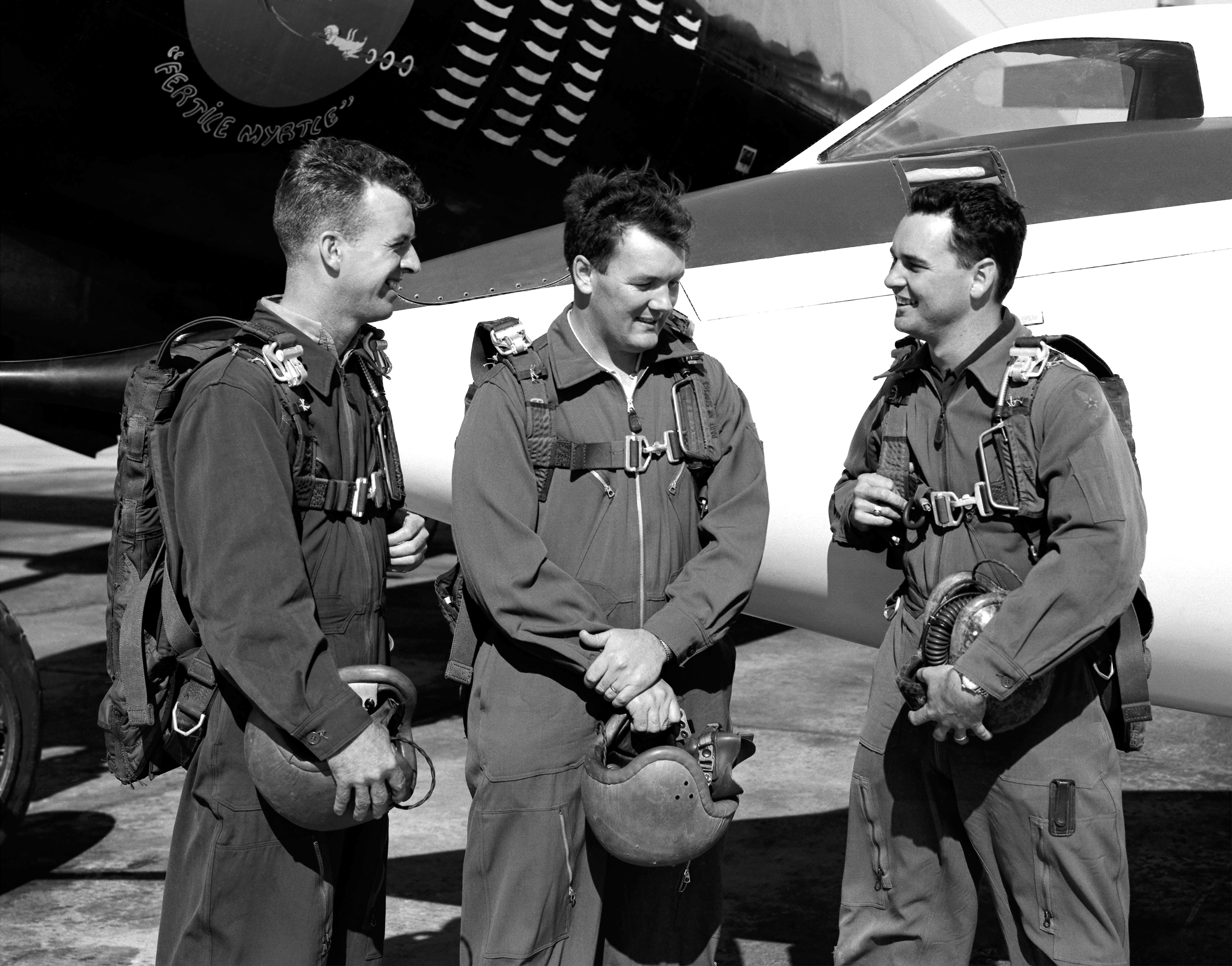
Walker con sus compañeros, los pilotos de pruebas Butchart (centro) y Jones, 1952

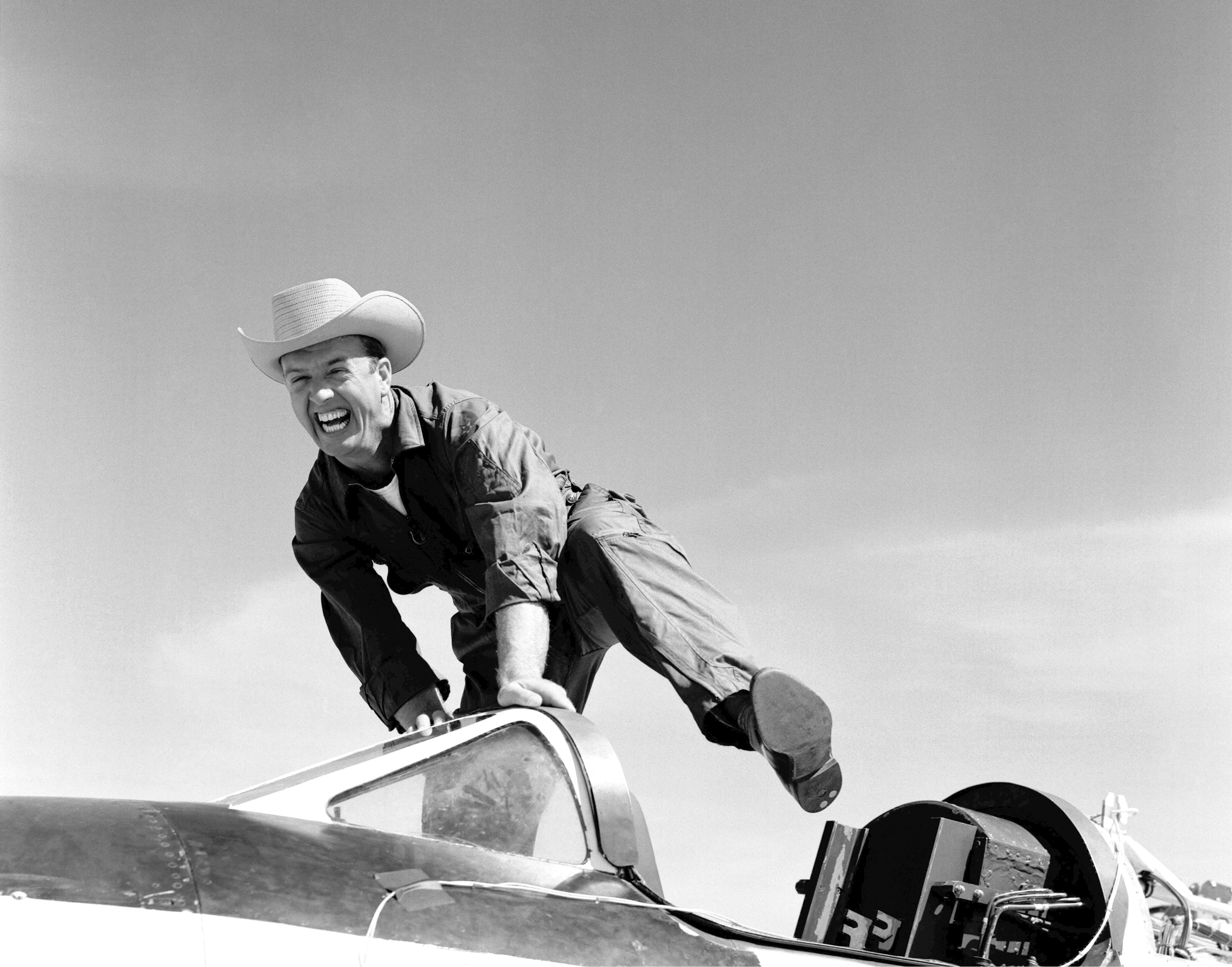
Joe Walker y el X-1

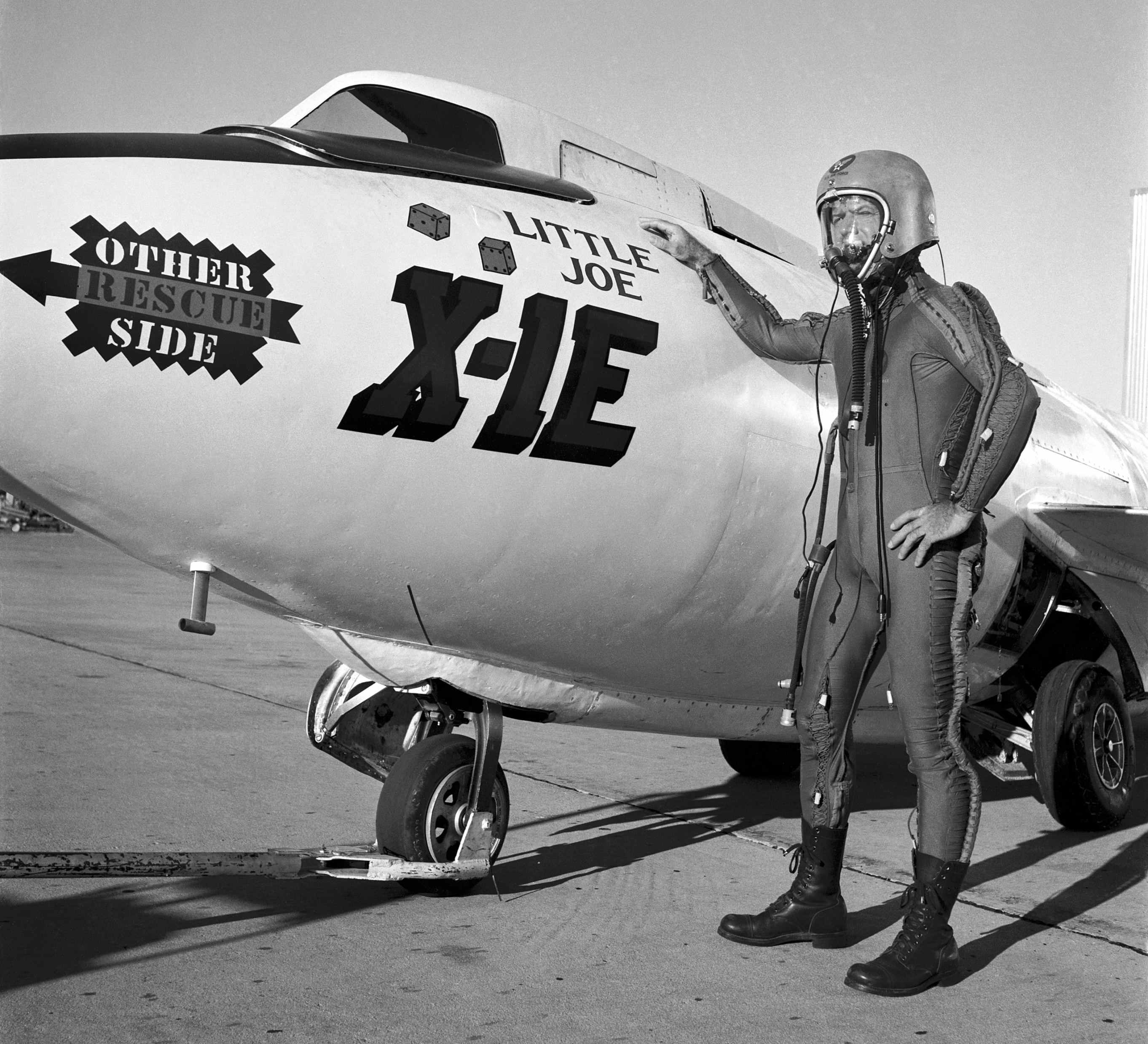
Walker en su cámara hiperbárica
con el X-1E

Después de la Segunda Guerra Mundial, Walker se separó de la Fuerza Aérea Militar y se unió al National Advisory Committee for Aeronautics (NACA) en el Glenn Research Center de Cleveland, como físico experimental. Mientras que permaneció en Cleveland, Walker se convirtió en piloto de pruebas, y llevó a cabo la investigación de la formación de hielo en vuelo, así como en el túnel de viento y hielo de la NACA. Fue transferido a la Estación de Investigación de Vuelo de Alta Velocidad en Edwards, California, en 1951.
Walker trabajó durante 15 años en el Edwards Flight Research Facility, posteriormente denominado Centro Dryden de Investigaciones de Vuelo. A mediados de los años cincuenta, fue nombrado Piloto Jefe de Investigación. Trabajó en varios proyectos de investigación pioneros. Voló en tres versiones del Bell X-1: el X-1 # 2 (dos vuelos, primero el 27 de agosto de 1951); X-1A (un vuelo); y X-1E (21 vuelos). Cuando Walker intentó un segundo vuelo en el X-1A el 8 de agosto de 1955, el avión cohete fue dañado por una explosión justo antes de ser lanzado del JTB-29A. Sin embargo, Walker salió ileso, y pudo volver a la nave nodriza con el X-1A desechado posteriormente.
Otros aviones de investigación que voló fueron el Douglas D-558-I Skystreak # 3 (14 vuelos); el Douglas D-558-II Skyrocket # 2 (tres vuelos); el D-558-II # 3 (dos vuelos); el Douglas X-3 Stiletto (20 vuelos); el Northrop X-4 Bantam (dos vuelos); y el Bell X-5 (78 vuelos).
Walker era el piloto principal del proyecto para el programa X-3, que había considerado como el peor avión que hubiera volado nunca. Además de los aviones de investigación, pilotó muchas aeronaves de seguimiento durante los vuelos de prueba de otros aviones, y también voló en los programas del North American F-100 Super Sabre, McDonnell F-101 Voodoo, Convair F-102 Delta Dagger, Lockheed F-104 Starfighter y Boeing B-47 Stratojet.

#### Programa X-15

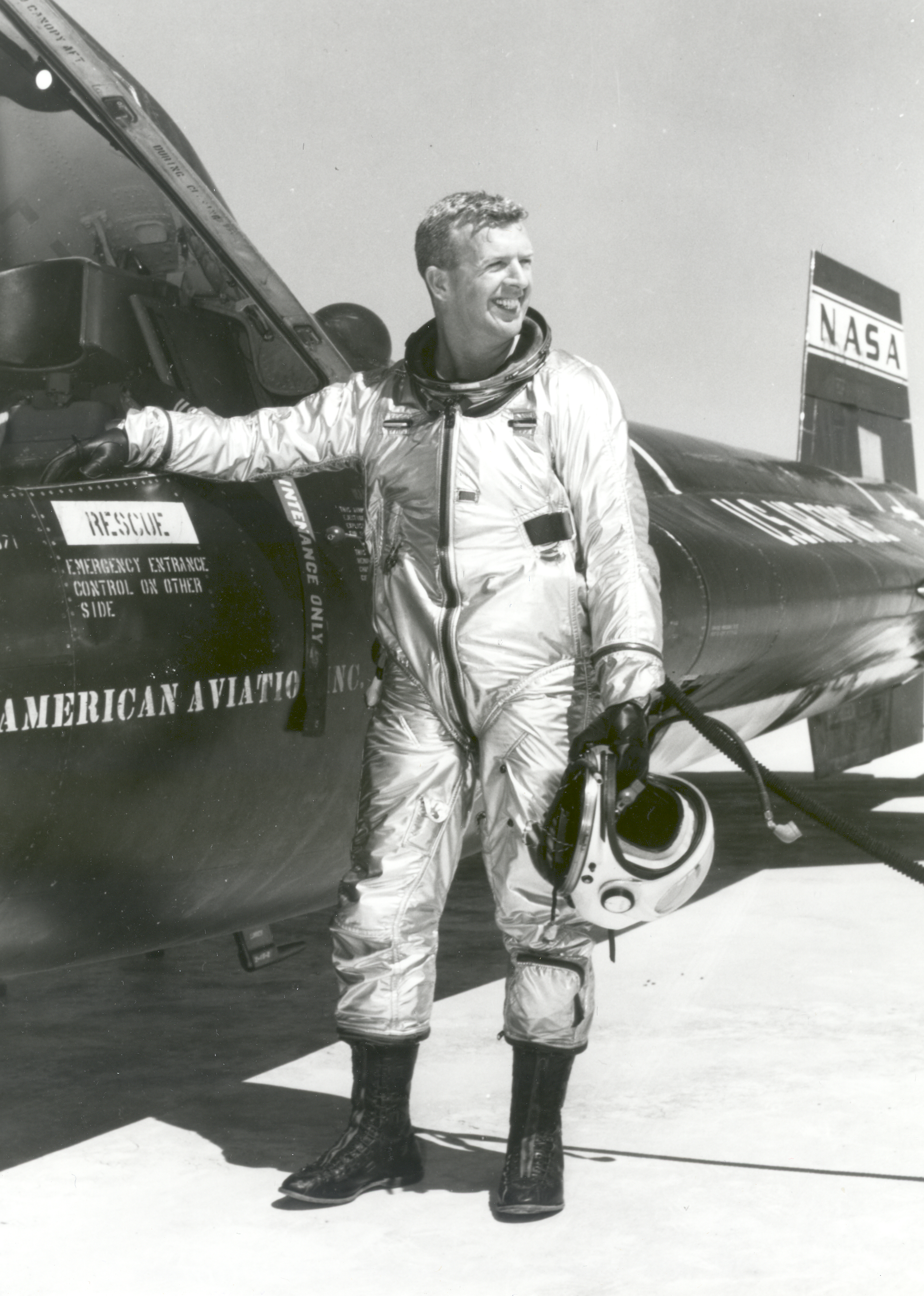
Joe Walker con el X-15

En 1958, Walker fue uno de los pilotos seleccionados para el proyecto Man In Space Soonest (MISS) de la Fuerza Aérea de los Estados Unidos, pero ese proyecto nunca llegó a buen término. Ese mismo año, la NACA se convirtió en la Administración Nacional de Aeronáutica y Espacio (NASA), y en 1960, Walker se convirtió en el primer piloto de la NASA en pilotar el X-15 y en el segundo piloto del X-15 después de Scott Crossfield. En su primer vuelo con el X-15, Walker no se dio cuenta de la potencia de sus motores cohete, y fue aplastado hacia atrás en el asiento del piloto, gritando: "¡Oh, Dios mío!". Entonces, un controlador aéreo en broma respondió "¿Sí? ¿Has llamado?". Walker continuaría volando el X-15 otras 24 veces, incluyendo los únicos dos vuelos que excedieron los 100 km de altitud: Flight 90 (el 19 de julio de 1963: alcanzó 106 km) y Flight 91 (el 22 de agosto de 1963: alcanzando 108 km de altura).
Walker fue el primer civil estadounidense en realizar cualquier vuelo espacial, y el segundo civil en general, precedido solo por la astronauta soviética Valentina Tereshkova un mes antes. Los vuelos 90 y 91 hicieron de Walker el primer ser humano en realizar más de un vuelo espacial.
Walker voló a la velocidad más rápida hasta entonces en el X-15A-1: 6600 km/h (Mach 5.92) durante un vuelo el 27 de junio de 1962 (el vuelo más rápido de cualquiera de los tres X-15 alcanzó 7270 km/h (Mach 6.7) tripulado por William J. Knight en 1967).

#### Programa LLRV
Walker también se convirtió en el primer piloto de pruebas deL Bell Lunar Landing Research Vehicle (LLRV), que se utilizó para desarrollar el pilotaje y las técnicas operacionales para los aterrizajes lunares. El 30 de octubre de 1964, Walker tripuló el LLRV en su vuelo inaugural, alcanzando una altitud de cerca de 3 m y un tiempo total del vuelo de apenas algo menos de un minuto. Pilotó 35 vuelos LLRV en total. Neil Armstrong voló esta nave muchas veces en preparación para el vuelo espacial del Apolo 11 -el primer aterrizaje tripulado en la Luna- llegando a estrellarse en una ocasión, en la que apenas pudo escapar gracias al asiento de eyección.

### Muerte

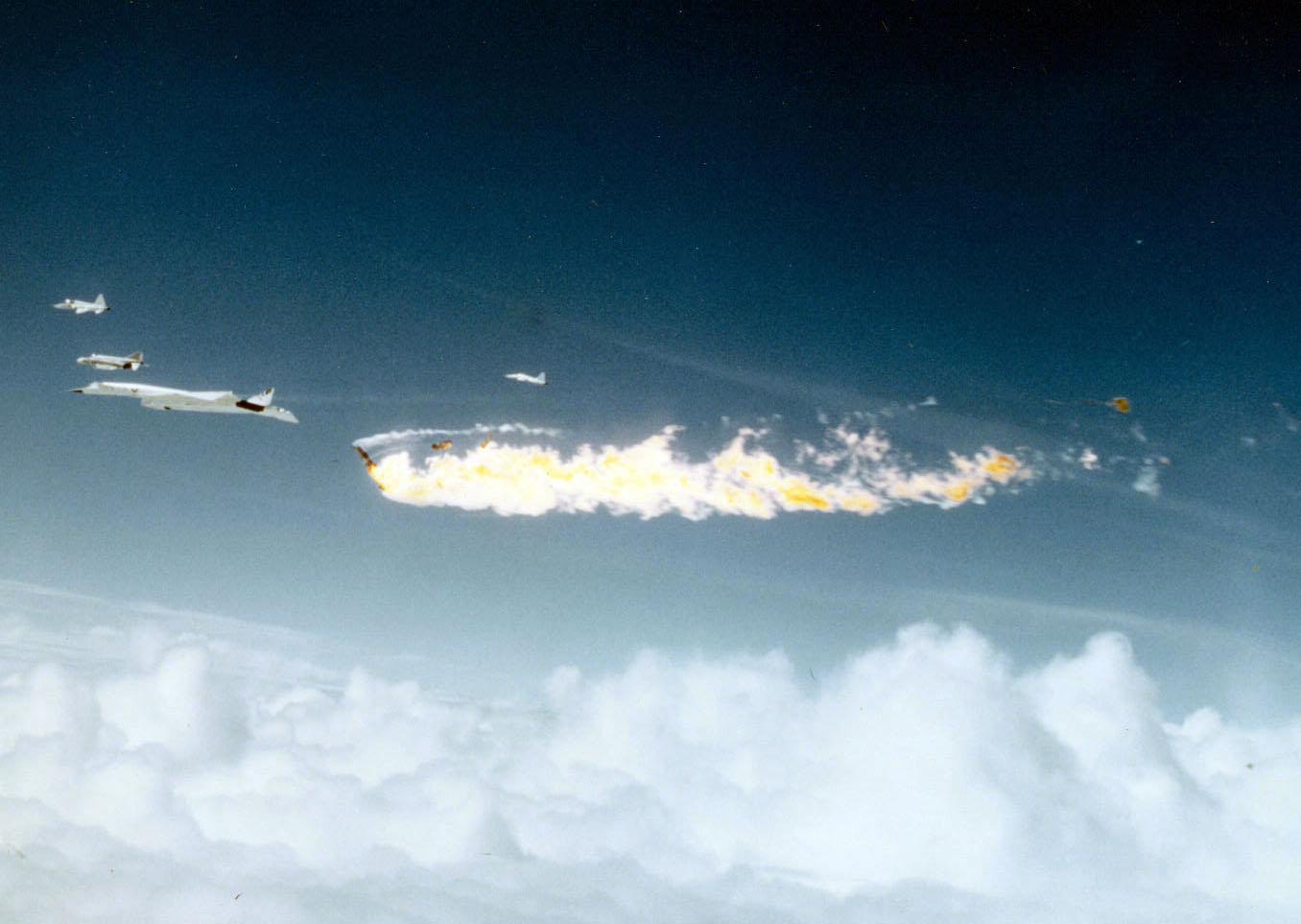
El F-104 de Walker envuelto en llamas tras la colisión en pleno vuelo con el XB-70 62-0207 (8 de junio de 1966)

Walker falleció el 8 de junio de 1966, cuando su caza Lockheed F-104 Starfighter chocó con un North American XB-70 Valkyrie. A una altitud de alrededor de 7600 m el Starfighter de Walker era uno de los cinco aviones en una formación en grupo cerrado para una fotografía publicitaria de General Electric, cuando su F-104 entró en contacto con la punta del ala derecha del XB-70. El F-104 se volteó, y girando invertido, pasó por encima del XB-70, golpeando tanto los estabilizadores verticales como el ala izquierda, y explotó a continuación, matando instantáneamente a Walker. El Valkyrie entró en una barrena incontrolable y chocó contra el suelo al norte de Barstow, California, matando al copiloto Carl Cross. Su piloto, Alvin White, uno de los colegas de Walker del programa Man In Space Soonest, pudo saltar en su silla eyectora y fue el único superviviente.
El informe de la USAF sobre la investigación de accidentes declaró que, dada la posición relativa del F-104 respecto al XB-70, el piloto del F-104 no habría podido ver el ala del XB-70, excepto mirando incómodamente hacia atrás sobre su hombro izquierdo. El informe indicó que Walker, pilotando el F-104, probablemente mantuvo su posición mirando el fuselaje del XB-70 por delante de su posición.
Se estimó que el F-104 estaba a 21 m lateralmente y a 3 m por debajo del fuselaje del XB-70. El informe concluyó que, a partir de esa posición, sin señales visuales apropiadas, Walker no podía percibir adecuadamente su movimiento relativo con respecto al Valkyrie, lo que llevó a su avión a entrar en contacto con el ala del XB-70.
La investigación del accidente también apuntó al vórtice de la estela del terminador del ala derecha del XB-70 como la razón de la vuelta repentina del F-104 junto al bombardero. Un sexto avión en el incidente era un Learjet 23 civil que llevaba al fotógrafo. Debido a que el vuelo y la fotografía de la formación no habían sido oficialmente autorizados, las carreras de varios coroneles de la Fuerza Aérea terminaron como resultado de este accidente de aviación.

## Reconocimientos y honores

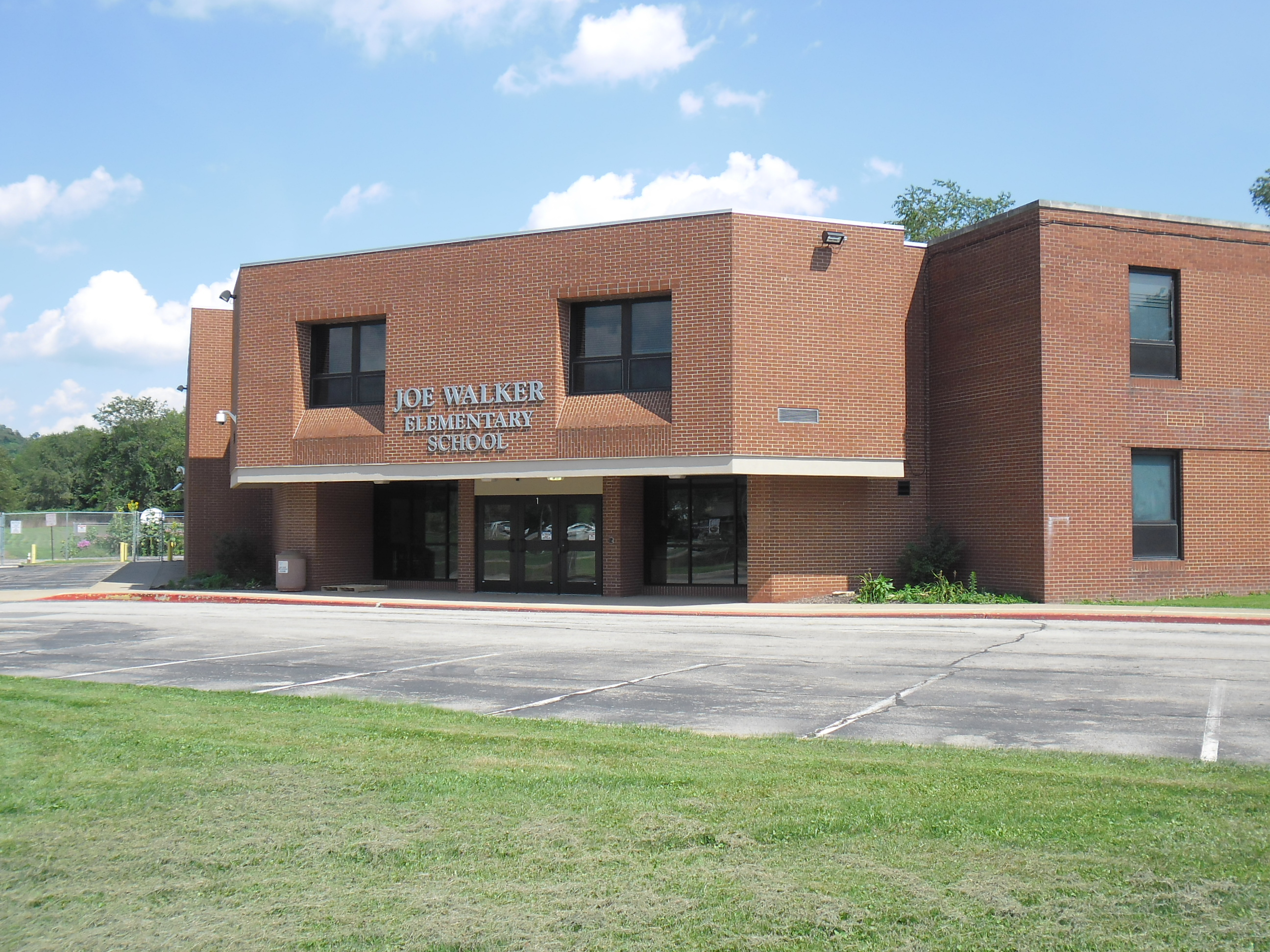
Escuela elemental Joe Walker

- Walker fue miembro fundador y uno de los primeros becarios de la Sociedad de Pilotos de Pruebas Experimentales. Recibió el Robert J. Collier Trophy, el Harmon Trophy, el Iven C. Kincheloe Award, el John J. Montgomery Award y el Octave Chanute Award.
- Su alma mater le otorgó un doctorado honorífico en Ciencias Aeronáuticas en 1961.
- Recibió la Medalla de Servicios Distinguidos de la NASA en 1962, y la Asociación Nacional de Pilotos lo nombró Piloto del Año en 1963.
- Walker ingresó en el Aerospace Walk of Honor en 1991, y en el Museo de Historia Espacial de Nuevo México en 1995.
- La Joe Walker Middle School en Quartz Hill, se nombra así en su honor, al igual que la Escuela Joe Walker Elementary en Lagonda, Pensilvania.
- El 23 de agosto de 2005, la NASA confirió oficialmente a Walker sus Alas de Astronauta a título póstumo.[11]
- El cráter lunar Walker lleva este nombre en su memoria.[12]
- El asteroide (8023) Josephwalker también conmemora su nombre.[13]
- El diseñador de aeronaves del universo de Star Trek, John Eaves, creó para la serie la clase de aeronaves espaciales Walker, nombrada en memoria de Joseph Walker. El USS Shenzhou en la serie de televisión Star Trek: Discovery es una nave de la clase Walker.[14]

### Citas
1. ↑  El X-1E de Walker fue decorado con dos dados y el nombre "Little Joe" (Little Joe es un término en la jerga del juego de los dados). Similar decoración con el texto "Little Joe the II" se pintó sobre su X-15 para su vuelo de récord Flight 91. Fueron dos casos singulares de aeronaves de investigación con dibujos personalizados.
2. ↑  El famoso piloto de pruebas Chuck Yeager expresó su opinión personal de que la inexperiencia de Walker en el vuelo en formación fue el desencadenante del choque, aunque nunca llegó a determinarse una causa específica del accidente en la subsiguiente investigación.[5]